# Селце (Войник)
Селце (словен. Selce) — поселення в общині Войник, Савинський регіон, Словенія. 
Висота над рівнем моря: 491,2 м.